# La piel quemada
La piel quemada es una película española de 1967 dirigida por Josep María Forn.

## Sinopsis
Historia en clave neorrealista sobre la migración de familias desde las regiones más deprimidas de España hacia las más industriales y las que llevaban el boom turístico de la construcción. En un pueblo de la Costa Brava, un albañil empieza su jornada de trabajo. Al mismo tiempo, en un pueblo andaluz, su mujer y sus dos hijos inician el largo viaje para reunirse con él.

## Premios
Medallas del Círculo de Escritores Cinematográficos
| Categoría    | Nominados       | Resultado |
| ------------ | --------------- | --------- |
| Mejor actriz | Marta May       | Ganadora  |
| Mejor guion  | José María Forn | Ganador   |

El actor protagonista Antonio Iranzo ganó el premio Fotogramas de Plata (1967) al mejor actor de cine español por su interpretación en esta película.